# موتور ثابت

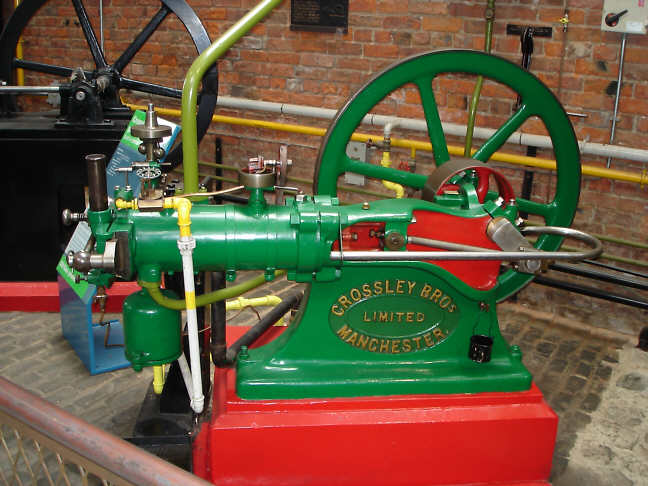
نوعی موتور ثابت

موتور ثابت (انگلیسی: Stationary engine) به موتوری اطلاق می‌گردد، که به صورت ثابت تجهیز شده و به عنوان درایو برای تجهیزاتی مانند پمپ، ژنراتور، کارخانه‌ها یا ماشین‌آلات صنعتی استفاده می‌شود. این اصطلاح موتورهای ثابت اغلب به موتورهای رفت و برگشتی بزرگ، موتورهای بخار ثابت و موتورهای درون‌سوز اشاره دارد.